# Taisho Pharmaceutical
Taisho Pharmaceutical Co., Ltd. (大正製薬株式会社?, Taishō Seiyaku Kabushiki-gaisha), conosciuta anche come Taisho, è una multinazionale farmaceutica giapponese con sede a Tokyo.

## Storia
Taisho fu fondata nel 1912 con il nome di Taisho Seiyakusho per produrre farmaci da banco . Nel 1928 l'azienda cambiò nome in Taisho Pharmaceutical Co., Ltd. e nel 1955 si dedicò alla ricerca e sviluppo di farmaci con prescrizione. Ha introdotto i suoi farmaci da banco come il sedativo della tosse nel 1927, l'antidolorifico nel 1967 e un agente antiulcera nel 1984. Nel 2019 Taisho ha acquistato il produttore farmaceutico francese UPSA da Bristol Myers Squibb .
La società è stata cancellata dalla Borsa di Tokyo circa. nell'aprile 2024 a seguito di un management buyout di successo.

## Prodotti
Il principale settore di attività dell'azienda è quello dei medicinali da banco (OTC), dove commercializza i marchi Lipovitan -D, Pabron, Colac, Contac, Tempra, UPSA, Vicks e Kampo. Nel settore dei farmaci da prescrizione, il prodotto di maggior successo dell'azienda fino ad oggi è stato l'antibiotico macrolide claritromicina . La versione di marca del farmaco, Clarith, è stata lanciata in Giappone nel 1991. Per la distribuzione della claritromicina al di fuori del Giappone, Taisho ha concesso la licenza per la Claritromicina ad Abbott Laboratories.

## Proprietà
Le azioni della Taisho Pharmaceutical sono quotate alla Borsa di Tokyo e i principali proprietari dell'azienda appartengono alla famiglia Uehara. </link>
Taisho sponsorizza la squadra nazionale giapponese di rugby dal 2001. L'azienda è stata anche sponsor ufficiale della Coppa del Mondo di Rugby 2019, che si è svolta in Giappone.